# Erkelenz
Erkelenz (német kiejtés: [ˈɛʁkəlɛnt͡s], limburgi nyelven: Erkelens [ˈæʀ(ə)kəlæns]) város a Rajna-vidéken, Németország nyugati részén,  Észak-Rajna-Vesztfália tartományban. Aachen közigazgatási területének legészakibb része, északnyugaton Limburggal határos, mely 1906-ig az Alsó-lotaringiai Hercegség egyik utódállamaként a Limburgi Hercegség nevet használta, s ma Hollandia (Hollandiai Limburg), Belgium (Belgiumi Limburg) és kis részben Németország területén fekszik. A többszöri felosztása ellenére az éppen aktuális limburgi határok csak formálisok maradtak, Limburgnak saját kultúrája, saját nyelve van; közvetlen szomszédjaként Erkelenzen a mai napig erősen érződik a limburgi hatás.
Erkelenz Wassenberg, Wegberg, Mönchengladbach, Jüchen, Titz, Linnich és Hückelhoven községekkel határos. Közepes méretű város, Heinsberg járás legnagyobb városa,  Mönchengladbachtól 15 kilométerre délnyugatra, a Kölni-síkság északi szélén fekszik, félúton az Alsó-Rajna és az Alsó-Maas között. Lakosainak száma 44 572 fő (2023. december 31.).

## Városnév
Az Erkelenz név a galloromán helynevek csoportjába tartozik. E nézet szerint a város neve, amely először egy Nagy Ottó által Kr. u. 966-ban lepecsételt oklevélben jelenik meg Herclinze néven, a fundus herculentiacus: Herculentian estate (Herculentius birtok) szóból ered. A személynév eredeti melléknévi jellegéből alakult ki a Herculentiacum név. A település folytonossága a római kortól a frank időkig azonban nem bizonyítható, ezért az sem zárható ki, hogy a névnek nem római, hanem ófelnémet eredete van, eszerint a linta = hársfa szó. Kr. u. 1118-ban a helység neve végül Erkelenze néven jelenik meg.

## Heraldika
A címer két részből áll. A felső részben kék háttéren jobbról balra egy kétfarkú oroszlán sétál. Az alsó részen fehér (ezüst) háttéren egy piros medvehagyma virág látható. Mind az oroszlán, mind a virág a városnak a güldöri hercegséghez fűződő kapcsolataira emlékeztet.

## Éghajlat
Az éghajlatot az Atlanti-óceáni Golf-áramlat befolyásolja, az óceáni és a kontinentális éghajlat közötti átmenetben. A délnyugati szelek uralkodnak, és egész évben van csapadék. Az éves csapadékmennyiség 710 mm. A nyarak melegek, a telek enyhék. Júliusban az átlaghőmérséklet 19 °C, januárban 3 °C. A 0 °C alatti hőmérsékletű hideg időszak időtartama kevesebb, mint 60 nap. A 25 °C feletti hőmérsékletű nyári napok száma harminc, ebből nyolc trópusi nap 30 °C feletti hőmérsékletű lehet. A tavasz, amelyet a cseresznyevirágzás jelez, április 29. és május 5. között kezdődik. A nyár, amely a rozs betakarításával kezdődik, július 10. és 16. között kezdődik.

## Domborzat
A tájat sík, enyhén hullámos felszín alkotja, több mint 11 méter vastag löszfennsíkkal. Az altalaj a jégkorszakból származó kavicsokból és homokból áll, amelyeket a Rajna és a Maas hozott. Lejjebb vastag szénrétegek találhatók. A város a Rajna Graben földrengés régióhoz tartozik.
A termőföldek nagy részét megművelik. Mindössze 1,4%-át borítják erdők. Északon fekszik az Alsó-Rajna régió, amely erdőkben, patakokban és tavakban gazdag. Nyugatra, a településen kívül, 60 méterrel alacsonyabban fekszik a Roer folyó alföldje.

## Terület
A település területe észak-déli irányban 11 km, kelet-nyugati irányban pedig 20 km. A város mai formájában egy 1971-es törvény alapján jött létre, amely Erkelenz és Geilenkirchen-Heinsberg járások egyesüléséhez vezetett. Erkelenz elvesztette járási státuszát, de területe 25,30 km²-ről 117,35 km²-re nőtt.

## Városrészek
A város szomszédos közigazgatási egységei az óramutató járásával megegyező irányban északról a következők:
Wegberg városa (8 km (5 mi) északra, Heinsberg járás).
Mönchengladbach város (15 km-re északkeletre).
Jüchen önkormányzata (14 km (9 mi) keletre, Rajna járás, Neuss járás).
Titz település (12 km délkeletre, Düren járás)
Linnich város (11 km délnyugatra, Düreni járás)
Hückelhoven város (7 km nyugatra, Heinsberg járás)
Wassenberg város (11 km északnyugatra, Heinsbergi járás)
Keleti falvak, amelyek a Garzweiler II. külszíni szénbányának adnak helyet.
Erkelenz városa az 1971. december 21-i aacheni földreform törvény (Aachen-Gesetz) következtében alakult ki mai formájában. E törvény értelmében többek között a korábbi Erkelenz és Geilenkirchen-Heinsberg járások 1972. január 1-jén egyesültek. Erkelenz elvesztette megyei jogú városi státuszát Heinsberggel szemben, és összevonták Borschemich, Gerderath, Golkrath, Granterath, Holzweiler, Immerath, Keyenberg, Kückhoven, Lövenich, Schwanenberg és Venrath településekkel, valamint Geneiken és Kuckum községekkel. Kerületének területe 25,22 négyzetkilométerről 117,45 négyzetkilométerre nőtt.
A törvény szerint Erkelenz járás kilenc körzetre oszlik, összesen 46 faluval (2009. október 31-i népességszám):
1. körzet: Erkelenz Oestrich és Buscherhof, valamint Borschemich, Borschemich (új), Bellinghoven és Oerath falvakkal, összesen 20 173 lakossal.
2. körzet: Gerderath Fronderath, Gerderhahn, Moorheide és Vossem településekkel, összesen 5 179 lakossal
3. kerület: Schwanenberg Geneiken, Genfeld, Genhof, Grambusch és Lentholt településekkel, összesen 2 265 lakos.
4. kerület: Golkrath, Houverath, Houverather Heide, Hoven és Matzerath, összesen 2 039 lakos.
5. kerület: Granterath és Hetzerath Commerdennel, Genehennel, Scheidttel és Tenholttal, összesen 3.488 lakos
6. kerület: Lövenich, Katzem és Kleinbouslar, összesen 4 147 lakos.
7. kerület: Kückhoven, összesen 2 250 lakos
8. kerület: Keyenberg és Venrath, Berverath, Etgenbusch, Kaulhausen, Kuckum, Mennekrath, Neuhaus, Oberwestrich, Terheeg, Unterwestrich és Wockerath, összesen 3 468 lakos.
9. kerület: Holzweiler és Immerath, Lützerath és Pesch, összesen 2 372 lakos.

## Történelem
A város és a falvak egész területén a kőkorszak emlékei találhatók. Erkelenz-Kückhovenben találtak egy i. e. 5100-ból származó fakutat, amely a világ legrégebbi faépülete. Erkelenz-Kleinbouslarban egy római kori oszlopot találtak. Római kori téglák találhatóak Erkelenz város templomának pincéjében. Itt frank és középkori sírokat fedeztek fel. A római kortól a frank korig azonban nincs nyoma állandó településnek.
Az első oklevél, amelyben Erkelenz szerepel ("herclinze"), a lotaringiai Immo grófnak az aacheni Szent Mária káptalan részére szóló adományozási okirata. Nagy Ottó császár 966. január 17-én Aachenben egy birodalmi diéta (Hoftag) alkalmával hitelesítette ezt az okiratot. Ettől kezdve a káptalan birtokolta a teljes erkelenzi földterületet, míg a grófok a hűbériséget gyakorolták.
1326-ban a gróf, később II. Renaud gelderlandi herceg Erkelenznek városi kiváltságot adott. Ez volt a gelderlandi hercegek exklávéja a Juliers hercegek területén.
Erkelenz 1610-ben a Julián örökösödési háború idején ostrom alá került. Később a francia megszállás alatt, 1798 és 1814 között a Roer kerület része volt.
Az iparosodás kezdete az 1825-ös év körülre tehető, amikor Andreas Polke tűgyárat alapított a városban. Polke 1841-ben már 73 munkást foglalkoztatott gyárában, akik közül 36 14 év alatti gyermekmunkás volt; az iskoláskorúak számára gyári iskolát működtetett. Erkelenzben körülbelül 1870-ig gyártottak tűket. 1852-ben Erkelenz rácsatlakozott az Aachen-Mönchengladbach vasútvonalra, és a személyszállításra szolgáló vasútállomáson kívül egy teherpályaudvart is kialakított rendezővágányokkal és egy forgóvágánnyal.
A 19. században a szövőszékekkel történő kézi szövés volt a környező falvak meghatározó tevékenysége. Az ipari korszak Erkelenzben először a mechanikus szövőszékek bevezetésével kezdődött. 1854-ben a mai Parkwegen megalapították az I.B. Oellers Rockstoff gyárat, amely egy mechanikus szövőüzem volt, és időnként 120 munkást és 20 eladót foglalkoztatott. 1872-ben megalapították Karl Müller mechanikus plüss-szövő üzemét (Kölner Straße és Heinrich Jansen Weg sarka); mely 60 kézi szövőt foglalkoztatott Erkelenzben. 1897-ben elkészült a Neußer Straße-n az új Halcour Textilgyár.
Az első világháború idején a helyi gazdaság is megtorpant a sorozás, a csapatok és a hadianyag vasúton történő szállításának elsőbbsége, valamint a városon átvonuló nagy csapatkontingensek és az ebből eredő igények miatt. A munkaerőhiány enyhítésére hadifoglyokat, főként oroszokat, alkalmaztak, elsősorban a mezőgazdaságban. A háborús fémkereslet kielégítése érdekében a városlakóknak le kellett mondaniuk a megfelelő munkaeszközökről, és az egyháznak kevés kártérítésért cserébe fel kellett adományoznia néhány harangját. Az elveszített háború 142, a hadseregben szolgálatot teljesítő erkelenzi polgár életébe került, további 155-en pedig megsebesültek, néhányan igen  súlyosan.
A második világháborúban,  1944 szeptemberének közepén, amikor a szövetségesek Németország nyugati határa felé nyomultak előre, Erkelenz fokozatosan kiürült, mint sok más helység az aacheni térségben. A menekültek hosszú áradata a Rajnán át kelet felé vonult. Az első nagyobb szőnyegbombázásra 1944. október 8-án került sor a város felett. Az 1944. december 6-i második légitámadás során 44 ember vesztette életét. A nagy szőnyegbombázások során hajnaltól alkonyatig és gyakran az éjszakába nyúlóan megállás nélkül folytak a vadászbombázók támadásai. 1944 decemberétől a város a szövetségesek tüzérsége lőtávolságába is bekerült. 1945. január 16-i újabb bombatámadás során 31 ember vesztette életét. Az SS harcoló csapatai között a legfelsőbb szintről a legalsó szintre kiadták a parancsot a kivonulásra, és ők ezt meg is tették, csakúgy, mint a helyi pártfunkcionáriusok, akik napokig égették az irataikat. A negyedik és legsúlyosabb légitámadásra az immár elhagyott város ellen 1945. február 23-án került sor. Mintegy 90 négymotoros bombázó repült át két hullámban. Minden, ami addig túlélte a háborút, hamuvá vált: a templomok, a községháza, a bíróság, az uszoda, a kórház, az iskolák és az óvoda; csak a római katolikus plébániatemplom tornya maradt állva, bár súlyosan megrongálva. Amikor három nappal később, 1945. február 26-án a 9. amerikai hadsereg 102. amerikai gyalogoshadosztályának amerikai páncélos egységei bevonultak a városba és a környező falvakba, az aknamezőkön elhelyezett figyelmeztető táblák a biztonságos sávokat jelezték, mert nem maradt senki, aki azokat eltávolíthatta volna. A Volkssturm-csapatok harc nélkül adták meg magukat. A háború végén Erkelenz nagyrészt elpusztult, a légitámadásokban 300-an haltak meg, Erkelenzben és környékén 1312 halottat és 974 sebesültet jegyeztek fel. A földdel egyenlővé tett város újjáépítése tíz évig tartott.
Az első általános önkormányzati választásokra 1946. szeptember 15-én került sor. 1947-től elkezdtek élelmiszercsomagok érkezni, ezeket főként német származású amerikaiak küldtek. A városba visszatérő lakosság mellett egyre több menekültet kellett befogadni Németország keleti területeiről, így az 1950-es években egy új városrész, Flachsfeld épült. Ezzel egyidejűleg a város a Buscherhof és az Oerath-malom néhány háza közötti mezőkön is terjeszkedett, és egy új nagy negyedet, a Marienviertelt alakította ki. Szinte minden útja, amely a régi Marienweg, a Holtumba vezető Mária-zarándokút két oldalán húzódott, keletnémet városok nevét viselte. A város lakossága 1956-ban és 1957-ben fogadta az utolsó háborús és hadifogolytáborokból hazatelepülteket az erkelenzi vasútállomáson.

## Időrendi áttekintés
- 966: Erkelenz először Herclinze néven szerepel egy oklevélben, 1118-ban Erkelenze néven.
- 1326: Erkelenz városi jogokat kapott Guelders grófjától. (1339-ben a nemesből herceg lett.) Erkelenz területe a Guelders-i hercegség egyik exklávéja volt a Jülichi hercegségben. A város Roermond felső negyedéhez tartozott.
- 1543: A spanyol Hollandia (spanyol Habsburgok) megkapta Erkelentzt.
- 1713: A spanyol örökösödési háború után a jülichi herceg, aki egyben palatinus herceg (Pfalz-Neuburg) is volt, megkapta a várost.
- 1794: Franciaország megszállta a területet, Erkelenz ehhez az államhoz tartozott, és a Roer megyében lévő Erkelenz kanton székhelye lett.Az erkelenzi Lambertus templom

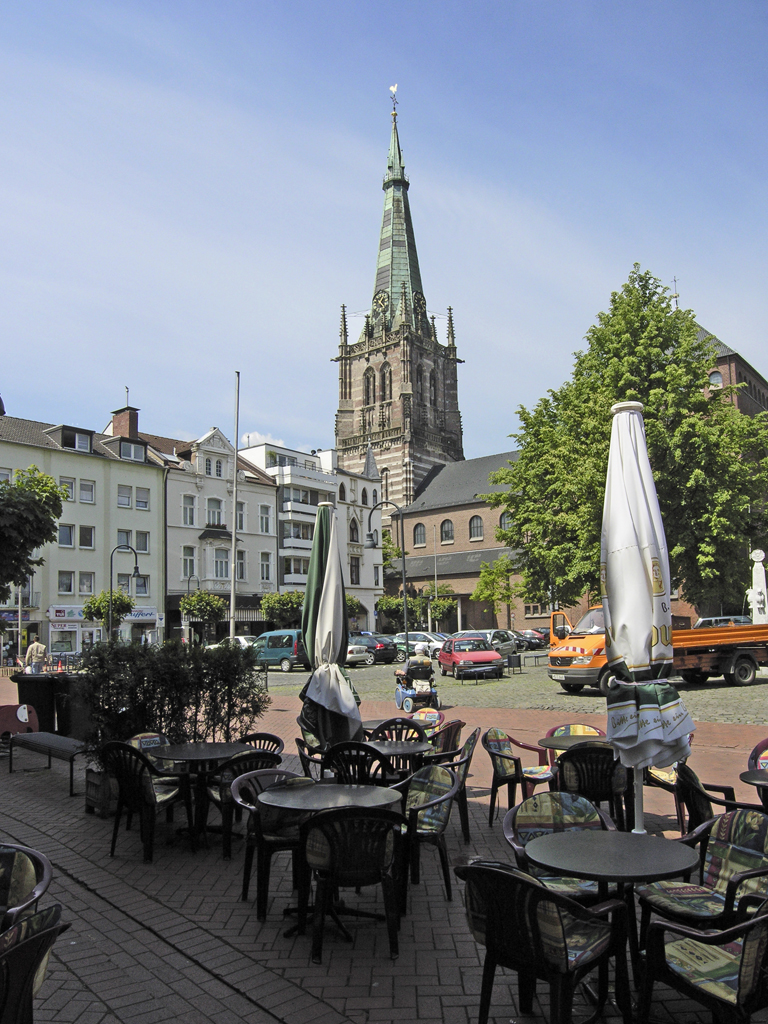
Az erkelenzi Lambertus templom

- 1815: Napóleon veresége után Erkelenz Poroszország része lett. A kerületet akkortól Erkelenznek hívták.
- 1818-1819: A város középkori falait és kapuit lebontották.
- 1852: Megépült az Aachen-Düsseldorf vasútvonal.
- 1897: Anton Raky mérnök fúrógépgyárat alapított, a mai WIRTH csoportot.
- 1938: A zsinagógát meggyalázták.
- 1945. február 26: Erkelenzet elfoglalta az amerikai 102. gyalogoshadosztály (Ozarks) 407. gyalogezrede, az amerikai kilencedik hadsereg.
- 1945: A Hegenscheidt gépgyár Ratiborból Erkelenzbe települt át.
- 1972: Az Erkelenzi járást megszüntették és a Heinsbergi járáshoz csatolták. Ugyanakkor a környező falvak Erkelenzhez csatolásával a város területe 25,3 négyzetkilométerről 117,35 négyzetkilométerre nőtt.

## Polgármesterek 1814-től
| - 1814–1815 Heinrich Terstappen - 1815–1822 R. Erdmann - 1822–1827 Anton Jansenius - 1827–1851 Carl Hofstadt - 1851–1860 Theodor Büschgens - 1860–1861 H. Spieß - 1861–1900 Franz Reinkens - 1900–1916 Bernhard Hahn - 1916–1932 Johannes Spitzlei - 1932–1934 Ernst de Werth - 1934 Heinrich Feemers, temporary | - 1934–1944 Gustav Meyer - 1945 Hermann Künkels - 1945 Peter Classen - 1945–1952 Josef Stehr - 1952–1969 Hermann Jansen - 1969–1994 Willy Stein (CDU) - 1994–1999 Theo Clemens (CDU) - 1999–2004 Erwin Mathissen (SPD) - 2004–2020 Peter Jansen (CDU) - since 20 |

## Jelenkori ellentmondások
Annak ellenére, hogy a városnak több mint 1000 éves történelme és hagyományai vannak, 2006-ban a városrész keleti részét kiürítették, hogy helyet csináljanak az RWE Power által üzemeltetett Garzweiler II barnaszénbányának. Ez a tervek szerint 2045-ig üzemel majd. Ennek következtében tíz faluból több mint ötezer embert kellett kitelepíteni. 2010 óta a legkeletibb falut, Pescht lakói elhagyták, és a legtöbben a Kückhoven és az Észak-Erkelenz területén lévő Immerath és Borschemich új falvakba költöztek.

## Oktatás
Erkelenzben tíz általános iskola, két középiskola (Hauptschule), 1 szakközépiskola (Realschule), két gimnázium (Cornelius-Burgh-Gymnasium, Cusanus-Gymnasium Erkelenz Europaschule), egy gazdasági szakkollégium (Berufskolleg des Kreises Heinsberg in Erkelenz) és egy iskola hátrányos helyzetű, tanulási nehézségekkel küzdők számára.

## Népesség
A település népességének változása:
| Lakosok száma | 34 038 | 43 350 | 43 392 | 43 364 | 43 364 | 43 492 | 44 215 | 44 572 |
|               | 1975   | 2015   | 2017   | 2018   | 2019   | 2021   | 2022   | 2023   |

## Múzeum
Lövenich településen található egy tűzoltó múzeum.

## Épületek

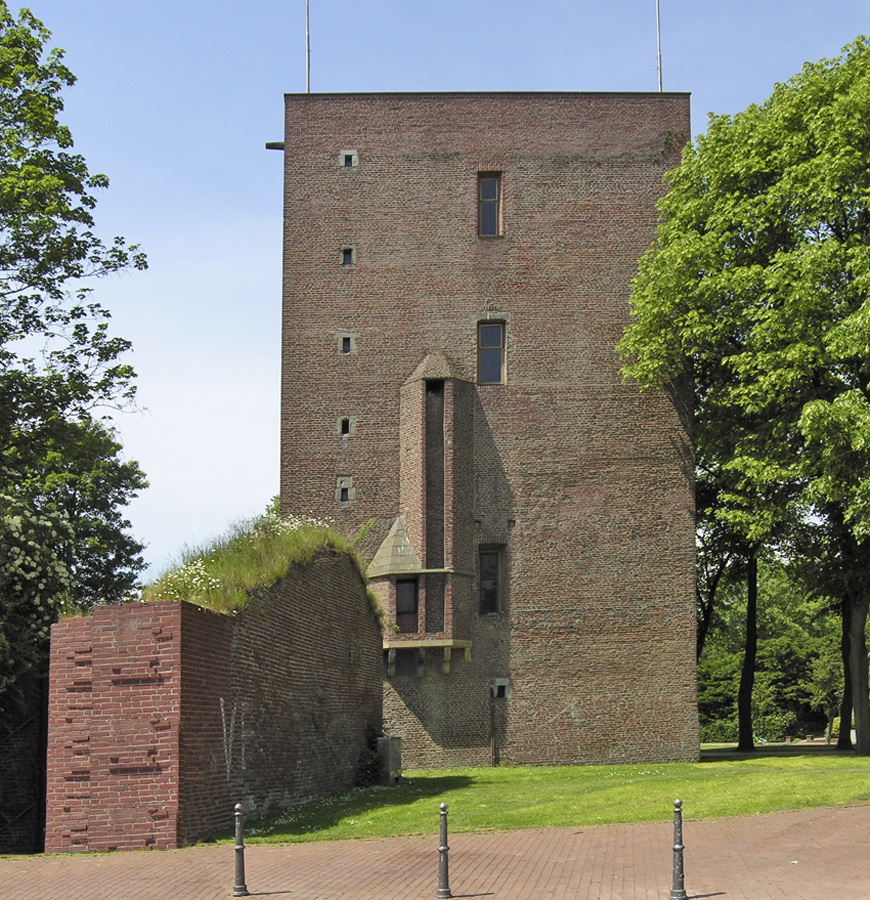
Az erkelenzi vár

Altes Rathaus – A régi városháza (Kr. u. 1546)
Kirchturm – A Szent Lambertus katolikus templom tornya (Kr. u. 1458)
Burg – A vár (Kr. u. 1377)

## Közlekedés

### Közút
46-os autópálya
61-es autópálya

### Vasút
Erkelenz vasútállomás az Aachen-Mönchengladbach vasútvonalon, a Deutsche Bahn üzemelteti.

## Nevezetes személyek
Ez a rész néhány ismert személyt sorol fel, akik Erkelenzben születtek és nőttek fel, akik itt dolgoztak, vagy akiknek a neve szorosan kapcsolódik a városhoz:
- Arnold von Harff (1471-1505), a lovag és zarándok 1499-től élt a mai Nierhoven birtok mögött Lövenichnél lévő, nem fennmaradt kastélyon.
- Theodoor van Loon (1581-1649 körül), flamand barokk festő.
- Leo Heinrichs (1867-1908), ferences rendi atya, 1908-ban Denverben szentmise közben egy anarchista lelőtte, megindul a boldoggá avatási eljárás.
- Joseph Hahn (1883-1944), a Német Centrumpárt tagja, az Erkelenzer Kreisblatt című lap szerkesztője , 1944-ben az Aktionthunder során több hétre bebörtönözték, szabadulása után ugyanabban az évben halt bele koncentrációs tábor fogságának következményeibe.
- Werner Müller (1900-1982), a Bohr-vállalat igazgatója, 1943. október 14-én a Volksgerichtshof halálra ítélte Wehrkraftzersetzung miatt, 1944 februárjában életfogytiglani kegyelmet kapott, túlélte és a háború után újjáépítette a fúrótornyot. A brit katonai kormányzat 1946. február 12-től október 12-ig Erkelenz megye járási adminisztrátorává nevezte ki.
- Dickie Peterson (1946-2009), a Blue Cheer nevű heavy metal együttes társalapítója, aki hosszabb ideig élt Németországban. Erkelenzben halt meg
- Michael Bauer, a művész itt született 1973-ban.

## Testvérvárosok
Erkelenz testvérvárosi kapcsolatai:
- Németország: Bad Windsheim
- Franciaország: Saint-James